# Giovanni Sommaripa
Giovanni Sommaripa (zm. 1468) – władca Andros w latach 1466–1468.
Był synem Domenico Sommaripa i Adrianny Crispo (1423/24 – ?), córki Giovanni II Crispo weneckiego władcy Księstwa Naksos. Zginął podczas ataku Turków Osmańskich na Andros. Jego następca został jego brat Crusino II Sommaripa.